# Kedist Deltour
Kedist Deltour (Adís Abeba, 29 de julio de 1997) es una modelo y reina de belleza belga de origen etíope. Ganadora de Miss Bélgica en 2021, fue representante del país en Miss Universo 2021 y Miss Mundo 2023, en este quedó en el Top 40.

## Primeros años
Deltour nació en Adís Abeba, capital de Etiopía. Cuando tenía ocho años, su madre murió de cáncer. Después, su padre se volvió a casar; la madrastra de Deltour la maltrataba físicamente y, cuando tenía nueve años, su padre la dejó a ella y a sus hermanos en un orfanato. A los diez años, ella y sus hermanos fueron adoptados por un matrimonio belga, Peter y Nadège Deltour, y se trasladaron a Westhoek, en la Provincia de Flandes Occidental. En Bélgica, Deltour realizó una formación profesional para convertirse en peluquera, y más tarde se trasladó a Nazareth, en Flandes Oriental.

## Carrera
Deltour comenzó su carrera en el mundo del espectáculo en 2020, tras ser coronada como Miss Flandes Oriental 2021, superando a la primera finalista Laura Baeyans. Como Miss Flandes Oriental, Deltour recibió el derecho a representar a la provincia en Miss Bélgica 2021. La final nacional a se celebró el 31 de marzo de 2021 en Adinkerke, sin público debido a la pandemia de coronavirus. Deltour primero avanzó entre las 22 primeras, luego entre las 15 primeras, hasta ser anunciada como ganadora; esto la convirtió en la octava mujer flamenca consecutiva en ganar el título.
Como Miss Bélgica, Deltour representó a su país de acogida en Miss Universo 2021, celebrado en Eilat (Israel) y en Miss Mundo 2023, celebrado en Bombay (India).